# ГЕС Нес
ГЕС Нес - гідроелектростанція у південній частині Норвегії, за 110 км на північний захід від Осло. Знаходячись після ГЕС Уста та ГЕС Hol III, входить до складу каскаду на річково-озерному ланцюжку Hallingdalsvassdraget, основну ланку якого складає річка Hallingdalselva, яка впадає праворуч у Драмменсельву (дренується до Drammensfjorden – затоки Осло-фіорду).
Забір ресурсу для роботи станції відбувається у озері Strandafjorden (саме з нього бере свій початок згадана вище Hallingdalselva), рівень води в якому регулюється у дуже невеликому діапазоні – 1,2 метра. Від Strandafjorden через правобережний гірський масив прокладено головний дериваційний тунель довжиною 31,6 км з перетином 8х8 метрів, який на своєму шляху отримує додатковий ресурс із приток Hallingdalselva – Kula, Вотна, Lya, Ridola та Dokkelva. Оскільки Вотна і Lya впадають до головної річки ліворуч, ресурс із них перекидається під руслом Hallingdalselva за допомогою сифонів.
Головний тунель прямує на схід та південний схід і на завершальному етапі з’єднується з тунелем довжиною біля 5,5 км, який має північно-східний напрямок та починається від водозаборів на Rukkedola (ще одна права притока Hallingdalselva) та Skirva (ліва притока попередньої).
Машинний зал станції обладнали чотирма турібнами типу Френсіс потужністю по 62,5 МВт, які при напорі у 285 метрів забезпечують виробництво 1330 млн кВт-год електроенергії на рік.
Відпрацьована вода по відвідному тунелю довжиною біля 1,5 км транспортується у Hallingdalselva.
Видача продукції відбувається по ЛЕП, розрахованій на роботу під напругою 300 кВ.